# À double tour
Pour plus de détails, voir Fiche technique et Distribution.
À double tour (titre italien : A doppia mandata) est un film franco-italien réalisé par Claude Chabrol, sorti en 1959.

## Synopsis
La famille Marcoux, installée dans une grande et belle villa aux environs d'Aix-en-Provence, est attachée à la bienséance et aux valeurs bourgeoises. Les choses deviennent moins simples quand Henri Marcoux prend pour maîtresse Leda Mortoni, arrivée récemment dans la maison voisine, et qu'un ami de celle-ci, Laszlo Kovacs, devient le petit ami de la fille Marcoux. Laszlo multiplie les provocations et incite Henri à quitter sa femme, qui ne l'entend pas de cette oreille. Le fils Marcoux, très attaché à sa mère, supporte de moins en moins la situation.

## Fiche technique
- Titre français : À double tour
- Titre italien : A doppia mandata
- Réalisation : Claude Chabrol, assistants : Philippe de Broca, Charles Bitsch
- Scénario : Paul Gégauff d'après le roman La Clef de la rue Saint-Nicolas de Stanley Ellin
- Dialogues : Paul Gégauff et Claude Chabrol
- Photographie : Henri Decaë, assisté de Jean-Paul Schwartz
- Cadreur : Jean Rabier, assisté de Jean-Paul Schwartz
- Son : Jean-Claude Marchetti, assisté de Maurice Rémy et Maurice Dagonneau
- Décors : Bernard Evein et Jacques Saulnier
- Musique : Paul Misraki, Berlioz (extrait de Roméo et Juliette), Mozart
- Orchestre sous la direction de Jacques Météhen (éditions : Impéria)
- Montage : Jacques Gaillard, assisté de Gisèle Chezeau et Claude Le Moro
- Production : Ralph Baum, Raymond Hakim et Robert Hakim
- Sociétés de production : France, Paris Films Production ; Italie, Titanus
- Pays d'origine :  France,  Italie
- Langue originale : français
- Format : couleur (Eastmancolor)  - 35 mm — 1,66:1 - Mono (Westrex Recording)
- Tournage du 10 avril au 21 mai 1959 dans les studios de Boulogne et en extérieur à Aix-en-Provence
- Effets spéciaux : LAX
- Tirage : Laboratoire Franay L.T.C Saint-Cloud
- Genre : Film dramatique
- Durée : 110 minutes
- Date de sortie : France, 4 décembre 1959
- Visa d'exploitation : 22.137

## Distribution
- Jean-Paul Belmondo : Laszlo Kovacs
- Madeleine Robinson : Thérèse Marcoux
- Jacques Dacqmine : Henri Marcoux, la mari de Thérèse
- André Jocelyn : Richard Marcoux, le fils
- Antonella Lualdi : Leda Mortoni, la voisine des Marcoux, maîtresse d'Henri
- Jeanne Valérie : Élisabeth Marcoux, la fille
- Bernadette Lafont : Julie, la bonne
- László Szabó : Vlado, l'ami de Kovacs
- Mario David : Roger Tarta, le laitier
- André Dino : le commissaire de police
- Raymond Pélissier : le jardinier
- Claude Chabrol : un passant
- les habitants d'Aix-en-Provence

## Critiques
« Sur un scénario très quelconque, et en dépit d'un dialogue souvent recherché dans la vulgarité, Chabrol fait un film formellement très brillant, maniant sa caméra avec une souplesse un peu affectée, et nuançant des couleurs admirables. L'interprétation de Madeleine Robinson arrive à faire passer un personnage à la fois pitoyable et odieux ; les autres acteurs forment une équipe homogène et bien dirigée. Mais il semble que ce film ne soit qu'une coquille vide, le seul intérêt qu'on aurait pu porter au film, le suspense policier, ayant été évacué au profit de l'étude psychologique d'un milieu regardé d'un œil outrancier et partial, dans un monde qui ne débouche que sur de fausses valeurs. »

— Répertoire général des films 1960, édition Penser-Vrai

## Récompenses et distinctions
- Coupe Volpi de la meilleure actrice pour Madeleine Robinson au Festival de Venise 1959